# فرودگاه شهرستان گرینوود
فرودگاه شهرستان گرینوود (به انگلیسی: Greenwood County Airport) یک فرودگاه همگانی با کد یاتا GRD است که یک باند فرود آسفالت دارد و طول باند آن ۱۵۲۵ متر است. این فرودگاه در کشور ایالات متحده آمریکا قرار دارد و در ارتفاع ۱۹۲ متری از سطح دریا واقع شده‌است.